# ムーギーソン
ムーギーソン（Mugison、1976年9月4日 - ）は、アイスランド出身、Orn Elias Gudmundsson(原語の発音；オルン・エリアス・グドムンドッソン)の一人バンドである。当初はギターとコンピュータを用いて一人でパフォーマンスを行っていたが、現在はしばしばバンドと共に演奏している。レコードプロデューサーになるためにロンドンで学んだ。

## 概要
- 2004年、ムーギーソンのアルバム『Mugimama Is This Monkey Music?,』がアイスランド音楽賞のベストアルバム賞を、同アルバムに収録された「Murr Murr」はベストソング賞を受賞した。
- 2002年に自身が発起人となったAldrei fór ég suður音楽祭が、アイスランドの西部フィヨルド地方、イーサフィヨルズルで毎年行われている。

## ディスコグラフィー

### アルバム
- Lonely Mountain (2003年)
- Mugimama Is This Monkey Music? (2004年)
- Mugiboogie (2007年)

### サウンドトラック
- Niceland (2004年)
- Little Trip (2005年)
- Myrin (2007年)